# Maximiles
Maximiles est une entreprise créée en 1999, appelée depuis 2014 Bilendi (mais une partie de sa notoriété reste liée au nom initial en France), proposant des services numériques, de conception et gestion de programmes de fidélisation , de marketing direct et de gestion de panels en ligne.

## Histoire
En 1999, Marc Bidou crée Maximiles. Adossé à des sites marchands partenaires, Maximiles collecte des accords de consentement préalable (opt in) à la réception de messages de diverses natures : questionnaire, messages promotionnels, etc., et gère l’acquisition de points de fidélisation liés aux achats sur ces sites qui peuvent être convertis en gains de type cadeau ou services gratuits. En 2005, un des mailings utilisant les adresses e-mail ainsi collectées est particulièrement remarqué. Maximiles a mis  son fichier à disposition d’une autre entreprise pour la première campagne d’e-mail politique connue en France (en faveur de l’UMP et de Nicolas Sarkozy). De nombreuses réactions négatives s’ensuivent de personnes n’appartenant pas à la mouvance politique à l’origine de cette sollicitation,. En  2006, Maximiles compte 1,7 million de membres inscrits (ayant donné leur consentement) et plus de 100 sites marchands partenaires, tels que, à l’époque, Voyages-sncf.com, Promod, Surcouf. L’entreprise procède également à des acquisitions pour se renforcer tel le rachat de la société britannique iPoints Ltd.
La société commence ainsi à s’internationaliser (acquisition de cette société anglaise iPoints Ltd et ouverture d’un bureau anglais, puis lancement en 2007 des activités pour l'Espagne et l'Italie). En 2008, un site de cash back est lancé. Les ouvertures de bureau à l’étranger et l’acquisition ou la prise de participation dans des entreprises pratiquant des activités comparables dans d’autres pays, se poursuit, comme au Maroc en 2009, et en Allemagne en 2010.
La société développe aussi, outre les programmes de fidélisation et le marketing en ligne, des services complémentaires : l’envoi de questionnaires et panels en ligne, une méthode en plein développement. Elle encourage les réponses par l’acquisition, là encore, de points qui peuvent être convertis en gains de type cadeau ou en services gratuits ( le traitement des réponses n’est pas fait par Maxilives mais par d’autres sociétés spécialisées dans l’analyse marketing). Dans la même logique, elle devient prestataire pour des entreprises de sondages. En 2010, elle acquiert Panelbiz en Allemagne. En 2011, elle acquiert Badtech , qui lui apporte des possibilités de géolocalisations, précisant les lieux de vente à proximité pour bénéficier des cadeaux ou des réductions.
Maximiles SA, Maximiles Ltd et Panelbiz GmbH, en 2014, deviennent Bilendi. Le groupe adopte ce nouveau nom, Bilendi, pour prendre en compte à la fois la dimension internationale et l’évolution de son activité qui n’est plus aussi centrée qu’initialement sur les programmes de fidélisation . La société développe aussi des outils spécifiques pour les smartphones dont l’usage progresse.
En 2015, Bilendi renforce encore son activité de service marketing qui consiste à envoyer des panels, à encourager les réponses par l’acquisition de points. Un acteur du marché nordique, M3 Research, est acquis. De même au Royaume-Uni. Cette activité de gestion de données de panels et de données de sondage va devenir l’activité majoritaire, avec des acquisitions à l’étranger supplémentaires, notamment en Belgique en 2017, et en Italie en 2019.

## Activités
Le métier initial de l'entreprise Maximiles était principalement la conception et la commercialisation de programmes de fidélisation sur Internet. Les programmes permettaient aux internautes de gagner des points donnant droit à des cadeaux à l'issue d'une transaction marchande sur le site du client du groupe. L’activité majoritaire de Bilendi, ex-Maximiles, est désormais  les études de marché (ou panels) sur internet, avec une prestation incluant la constitution de fichier de panélistes, l’envoi des questionnaires, la collecte des données, l’encouragement à répondre (mais n’inclue pas le traitement des données recueillies),.
La société Bilendi est implantée dans un nombre significatif de pays européens. Sa croissance est à la fois organique et par acquisitions. Elle sert également de prestataires pour des entreprises de sondages pour des sondages en ligne, y compris, en période électorale, sur des sondages politiques. Les sondages ou questionnaires marketing sur internet, avec acquisition de points par les répondants, points qu’ils convertissent ensuite en bons d’achat sur des sites commerciaux, sont en fort développement en Europe dans les années 2010. Cette évolution est renforcée encore par l’impact de la pandémie Covid-19 en fin des années 2010 et début de la décennie suivante. Procéder par internet se substitue aux modes d’enquête en face à face ou par téléphone. Les répondants déclarent eux-mêmes les données permettant de les associer à des profils sociologiques, sans que ces données soient contrôlées le plus souvent.

## Actionnaires
Maximiles a procédé à plusieurs levées de fonds pour financer sa croissance et le développement de ses outils informatiques, mais s’est aussi introduit en bourse fin juin 2005, devenant membre d’Alternext (devenue depuis Euronext Growth).
Liste d’actionnaires mise à jour au 07/01/2019 :
| Talence Gestion SAS                          | 272 517 | 6,93% |
| Hargreave Hale Ltd.                          | 208 729 | 5,30% |
| Amplegest SAS                                | 197 154 | 5,01% |
| Tocqueville Finance SA                       | 52 300  | 1,33% |
| Mandarine Gestion SA                         | 50 000  | 1,27% |
| Uzes Gestion SA                              | 40 000  | 1,02% |
| Erasmus Gestion SAS                          | 34 585  | 0,88% |
| Amilton Asset Management SA                  | 32 000  | 0,81% |
| Générali Investments Europe SpA SGR (France) | 31 850  | 0,81% |
| Trusteam Finance SCA                         | 8 700   | 0,22% |